# Ballon d’Or 2022
Der 66. Ballon d’Or (französisch für Goldener Ball) wurde von der Zeitschrift France Football am 17. Oktober 2022 an den „Weltfußballer des Jahres“ verliehen. Bei der Zeremonie, die in Paris im Théâtre du Châtelet stattfand, wurden daneben die „Weltfußballerin des Jahres“ mit dem 4. Ballon d’Or féminin, der „Welttorhüter des Jahres“ mit der 3. Jaschin-Trophäe, der „weltbeste U21-Spieler des Jahres“ mit der 4. Kopa-Trophäe und der „Torjäger des Jahres“ mit der 2. Gerd-Müller-Trophäe geehrt. Zudem wurde der „Verein des Jahres“ ausgezeichnet und erstmals der „Sócrates-Preis“ für soziales Engagement vergeben. Erstmals in der seit 1956 andauernden Geschichte des Preises richtete sich der Bewertungszeitraum nicht nach dem Kalenderjahr, sondern nach der abgelaufenen Spielzeit, der Saison 2021/22. Ausgezeichnet wurden Karim Benzema (Ballon d’Or), Alexia Putellas (Ballon d’Or féminin), Thibaut Courtois (Jaschin-Trophäe), Gavi (Kopa-Trophäe), Robert Lewandowski (Gerd-Müller-Trophäe), Sadio Mané (Sócrates-Preis) und Manchester City (Verein des Jahres).

## Abstimmungsmodi
Am 12. und 13. August 2022 wurden von der France-Football-Redaktion die nominierten Spieler für den Ballon d’Or (30), Ballon d’Or féminin (20), die Jaschin-Trophäe (10) und die Kopa-Trophäe (10) veröffentlicht. Die Gewinner werden am 17. Oktober 2022 in Paris im Théâtre du Châtelet geehrt.
Nach Kritik an der Vergabe 2021 wurde der Modus geändert: Der maßgebliche Zeitraum ist seit dieser Verleihung nicht mehr das Kalenderjahr, sondern die abgelaufene europäische Fußballsaison 2021/22. Somit fällt die im November und Dezember 2022 ausgetragene Weltmeisterschaft in Katar in den Bewertungszeitraum des Ballon d’Or 2023. Wahlberechtigt war je ein Journalist pro Land aus der Top 100 der FIFA-Weltrangliste der Männer bzw. Top 50 der FIFA-Weltrangliste der Frauen. Die Gesamtkarriere der Spieler wird bei der Wahl nicht mehr berücksichtigt; relevant sind die individuellen Leistungen der Nominierten, das Abschneiden ihrer Mannschaften sowie ihr Talent und Sportsgeist.
Gewählt wird in folgenden Modi:
- Ballon d’Or: Jeder der 100 Journalisten vergab an fünf Spieler eine Punktzahl von 6, 4, 3, 2 oder 1. Der Spieler mit der höchsten Punktzahl gewann; bei Gleichstand hätte derjenige gewonnen, der öfter auf den 1. Platz (6 Punkte) gesetzt wurde.
- Ballon d’Or féminin: Jeder der 50 Journalisten vergab an fünf Spielerinnen eine Punktzahl von 6, 4, 3, 2 oder 1. Die Spielerin mit der höchsten Punktzahl gewann; bei Gleichstand hätte diejenige gewonnen, die öfter auf den 1. Platz (6 Punkte) gesetzt wurde.
- Jaschin-Trophäe: Dieselben Journalisten, die den Ballon-d’Or-Gewinner wählten, vergaben an drei Torhüter eine Punktzahl von 5, 3, oder 1. Der Torhüter mit der höchsten Punktzahl gewann; bei Gleichstand hätte derjenige gewonnen, der öfter auf den 1. Platz (5 Punkte) gesetzt wurde.
- Kopa-Trophäe: Wahlberechtigt waren ausschließlich frühere Ballon-d’Or-Gewinner. Diese vergaben an drei Spieler eine Punktzahl von 5, 3, oder 1. Der Spieler mit der höchsten Punktzahl gewann; bei Gleichstand hätte derjenige gewonnen, der öfter auf den 1. Platz (5 Punkte) gesetzt wurde.
- Gerd-Müller-Trophäe: Hier erfolgte keine Abstimmung. Es gewann der Spieler, der in der Saison 2021/22 im Verein (Pflichtspiele) und in der Nationalmannschaft die meisten Tore erzielte.
- Verein des Jahres: Hier erfolgte keine Abstimmung. Es gewann der Verein, der bei der Wahl zum Ballon d’Or bei den Männern und Frauen kumuliert die meisten Spieler stellte.

## Ballon d’Or

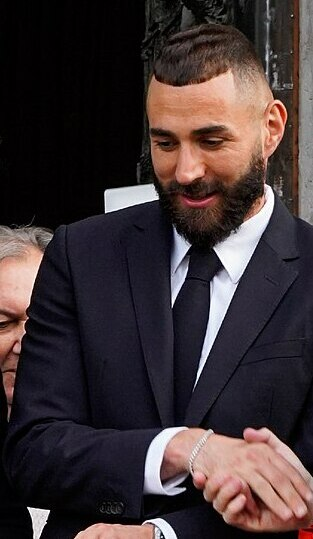
„Weltfußballer des Jahres 2022“:
Karim Benzema (2022)

Der Rekordgewinner und Vorjahressieger Lionel Messi zählte erstmals seit 2005 nicht zu den Nominierten. Der Gewinner Karim Benzema wurde mit Real Madrid spanischer Meister und Champions-League-Sieger. Dabei steuerte er jeweils als Torschützenkönig 27 Tore in 32 Spielen bzw. 15 Tore in 12 Spielen bei. Der Stürmer wurde nach Raymond Kopa (1958), Michel Platini (1983, 1984, 1985), Jean-Pierre Papin (1991) und Zinédine Zidane (1998) zum fünften Franzosen, der den Ballon d’Or gewann. Er wurde zudem im Alter von 34 Jahren nach Stanley Matthews (41 Jahre bei der Premierenausgabe 1956) zum zweitältesten Ballon-d’Or-Gewinner. Der Abstand von 356 Punkten auf den Zweitplatzierten stellte nach 2016, als Cristiano Ronaldo 429 Punkte mehr als Messi hatte, den zweitgrößten der Geschichte dar.
France Football listete einige Spieler trotz gleicher Punktzahl auf einem höheren Platz, da diese in ihrer Karriere mehr Ballon-d’Or-Nominierungen vorzuweisen hatten. Diese Anzahl ist in der Klammer angegeben. Sébastien Haller wurde aufgrund seiner Hodenkrebserkrankung vor Fabinho sowie Rafael Leão gelistet und durfte die Jaschin-Trophäe überreichen.
| Platz | Nat.           | Spieler                | Alter | Verein(e) 2021/22                  | Punkte |
| ----- | -------------- | ---------------------- | ----- | ---------------------------------- | ------ |
| 01.   | Frankreich     | Karim Benzema          | 34    | Real Madrid                        | 549    |
| 02.   | Senegal        | Sadio Mané             | 30    | FC Liverpool                       | 193    |
| 03.   | Belgien        | Kevin De Bruyne        | 31    | Manchester City                    | 175    |
| 04.   | Polen          | Robert Lewandowski     | 34    | FC Bayern München                  | 170    |
| 05.   | Agypten        | Mohamed Salah          | 30    | FC Liverpool                       | 116    |
| 06.   | Frankreich     | Kylian Mbappé          | 23    | Paris Saint-Germain                | 85     |
| 07.   | Belgien        | Thibaut Courtois       | 30    | Real Madrid                        | 82     |
| 08.   | Brasilien      | Vinícius Júnior        | 22    | Real Madrid                        | 61     |
| 09.   | Kroatien       | Luka Modrić            | 37    | Real Madrid                        | 20     |
| 10.   | Norwegen       | Erling Haaland         | 22    | Borussia Dortmund                  | 18     |
| 11.   | Korea Sud      | Heung-min Son          | 30    | Tottenham Hotspur                  | 5      |
| 12.   | Algerien       | Riyad Mahrez           | 30    | Manchester City                    | 4      |
| 13.   | Elfenbeinküste | Sébastien Haller       | 28    | Ajax Amsterdam                     | 2 (1)  |
| 14.   | Brasilien      | Fabinho                | 28    | FC Liverpool                       | 2 (1)  |
| 14.   | Portugal       | Rafael Leão            | 23    | AC Mailand                         | 2 (1)  |
| 16.   | Niederlande    | Virgil van Dijk        | 31    | FC Liverpool                       | 1 (2)  |
| 17.   | Brasilien      | Casemiro               | 30    | Real Madrid                        | 1 (1)  |
| 17.   | Kolumbien      | Luis Díaz              | 25    | FC Porto / FC Liverpool            | 1 (1)  |
| 17.   | Serbien        | Dušan Vlahović         | 22    | AC Florenz / Juventus Turin        | 1 (1)  |
| 20.   | Portugal       | Cristiano Ronaldo      | 37    | Juventus Turin / Manchester United | 0 (18) |
| 21.   | England        | Harry Kane             | 29    | Tottenham Hotspur                  | 0 (4)  |
| 22.   | England        | Trent Alexander-Arnold | 24    | FC Liverpool                       | 0 (2)  |
| 22.   | England        | Phil Foden             | 22    | Manchester City                    | 0 (2)  |
| 22.   | Portugal       | Bernardo Silva         | 28    | Manchester City                    | 0 (2)  |
| 25.   | Portugal       | João Cancelo           | 28    | Manchester City                    | 0 (1)  |
| 25.   | Deutschland    | Joshua Kimmich         | 27    | FC Bayern München                  | 0 (1)  |
| 25.   | Frankreich     | Mike Maignan           | 27    | AC Mailand                         | 0 (1)  |
| 25.   | Frankreich     | Christopher Nkunku     | 24    | RB Leipzig                         | 0 (1)  |
| 25.   | Uruguay        | Darwin Núñez           | 23    | Benfica Lissabon                   | 0 (1)  |
| 25.   | Deutschland    | Antonio Rüdiger        | 29    | FC Chelsea                         | 0 (1)  |

## Ballon d’Or féminin

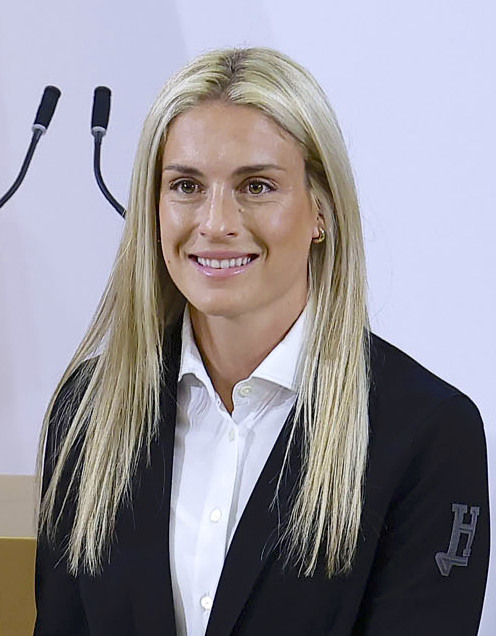
„Weltfußballerin des Jahres 2022“:
Alexia Putellas (2023)

Alexia Putellas, Champions-League-Torschützenkönig 2022, gewann den Ballon d’Or zum zweiten Mal hintereinander und wurde damit zur Rekordgewinnerin.
| Platz | Nat.               | Spielerin               | Alter | Verein(e) 2021/22              | Punkte |
| ----- | ------------------ | ----------------------- | ----- | ------------------------------ | ------ |
| 01.   | Spanien            | Alexia Putellas         | 28    | FC Barcelona                   | 178    |
| 02.   | England            | Beth Mead               | 27    | FC Arsenal                     | 152    |
| 03.   | Australien         | Sam Kerr                | 29    | FC Chelsea                     | 74     |
| 04.   | Deutschland        | Lena Oberdorf           | 20    | VfL Wolfsburg                  | 44     |
| 05.   | Spanien            | Aitana Bonmatí          | 24    | FC Barcelona                   | 43     |
| 06.   | Deutschland        | Alexandra Popp          | 31    | VfL Wolfsburg                  | 37     |
| 07.   | Norwegen           | Ada Hegerberg           | 27    | Olympique Lyon                 | 29     |
| 08.   | Frankreich         | Wendie Renard           | 32    | Olympique Lyon                 | 26     |
| 09.   | Vereinigte Staaten | Catarina Macário        | 23    | Olympique Lyon                 | 21     |
| 10.   | England            | Lucy Bronze             | 30    | Manchester City                | 20     |
| 11.   | Niederlande        | Vivianne Miedema        | 26    | FC Arsenal                     |        |
| 12.   | Chile              | Christiane Endler       | 31    | Olympique Lyon                 |        |
| 13.   | Vereinigte Staaten | Alex Morgan             | 33    | Orlando Pride / San Diego Wave |        |
| 14.   | Frankreich         | Selma Bacha             | 21    | Olympique Lyon                 |        |
| 15.   | England            | Millie Bright           | 29    | FC Chelsea                     |        |
| 16.   | Nigeria            | Asisat Oshoala          | 28    | FC Barcelona                   |        |
| 17.   | Frankreich         | Marie-Antoinette Katoto | 23    | Paris Saint-Germain            |        |
| 18.   | Vereinigte Staaten | Trinity Rodman          | 20    | Washington Spirit              |        |
| 19.   | Schweden           | Fridolina Rolfö         | 28    | FC Barcelona                   |        |
| 20.   | Frankreich         | Kadidiatou Diani        | 27    | Paris Saint-Germain            |        |

## Jaschin-Trophäe

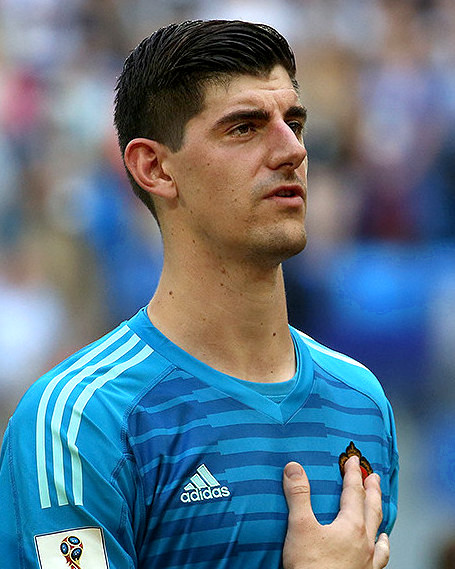
„Welttorhüter des Jahres 2022“:
Thibaut Courtois (2018)

Der Gewinner Thibaut Courtois war neben Mike Maignan auch für den Ballon d’Or nominiert. Courtois war beim siegreichen Champions-League-Finale 2022 als Spieler des Spiels ausgezeichnet worden.
| Platz | Nat.        | Torhüter         | Alter | Verein(e) 2021/22   | Punkte |
| ----- | ----------- | ---------------- | ----- | ------------------- | ------ |
| 01.   | Belgien     | Thibaut Courtois | 30    | Real Madrid         |        |
| 02.   | Brasilien   | Alisson          | 30    | FC Liverpool        |        |
| 03.   | Brasilien   | Ederson          | 29    | Manchester City     |        |
| 04.   | Senegal     | Édouard Mendy    | 30    | FC Chelsea          |        |
| 05.   | Frankreich  | Mike Maignan     | 27    | AC Mailand          |        |
| 06.   | Deutschland | Kevin Trapp      | 32    | Eintracht Frankfurt |        |
| 07.   | Deutschland | Manuel Neuer     | 36    | FC Bayern München   |        |
| 08.   | Slowenien   | Jan Oblak        | 29    | Atlético Madrid     |        |
| 09.   | Marokko     | Bono             | 31    | FC Sevilla          |        |
| 10.   | Frankreich  | Hugo Lloris      | 35    | Tottenham Hotspur   |        |

## Kopa-Trophäe

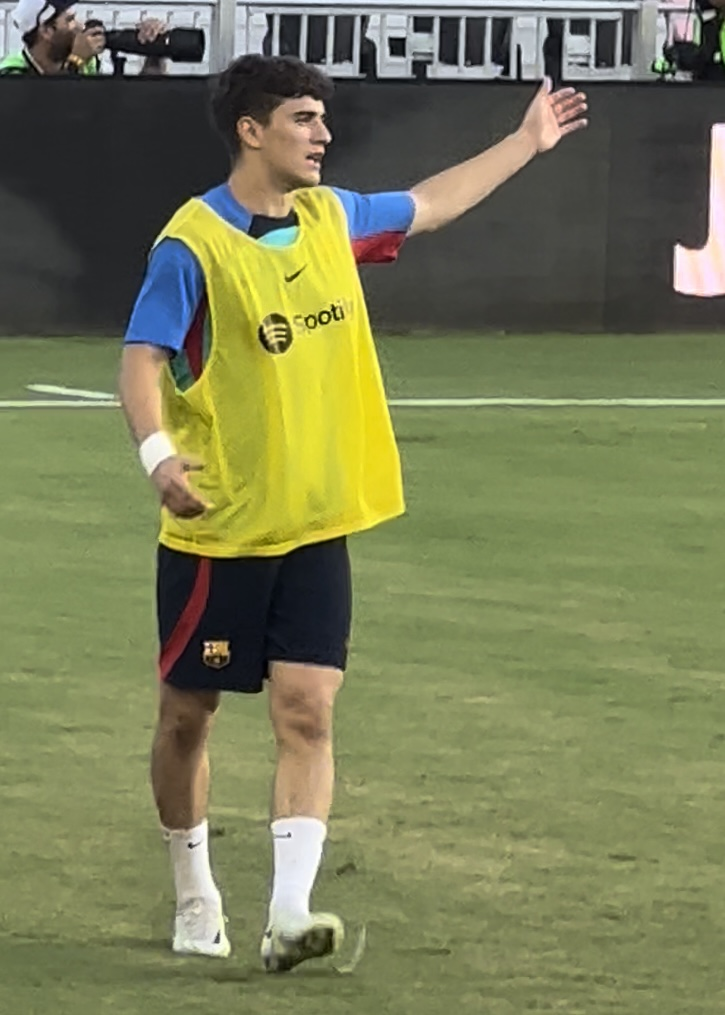
„Weltbester U21-Spieler des Jahres 2022“:
Gavi (2022)

Der Gewinner Gavi hatte Ende August 2021 im Alter von 17 Jahren und 24 Tagen sein Profidebüt für den FC Barcelona gegeben. Im Oktober 2021 wurde er der jüngste Spieler, der jemals für die spanische Nationalmannschaft spielte. Im Juni 2022 wurde er ihr jüngster Torschütze.
| Platz | Nat.        | Spieler           | Alter | Verein(e) 2021/22                       | Punkte |
| ----- | ----------- | ----------------- | ----- | --------------------------------------- | ------ |
| 01.   | Spanien     | Gavi              | 18    | FC Barcelona                            | 59     |
| 02.   | Frankreich  | Eduardo Camavinga | 19    | Stade Rennes / Real Madrid              | 51     |
| 03.   | Deutschland | Jamal Musiala     | 19    | FC Bayern München                       | 47     |
| 04.   | England     | Jude Bellingham   | 19    | Borussia Dortmund                       | 31     |
| 05.   | Portugal    | Nuno Mendes       | 20    | Sporting Lissabon / Paris Saint-Germain | 9      |
| 06.   | Niederlande | Ryan Gravenberch  | 20    | Ajax Amsterdam                          | 3      |
| 06.   | Kroatien    | Joško Gvardiol    | 20    | RB Leipzig                              | 3      |
| 08.   | England     | Bukayo Saka       | 21 *  | FC Arsenal                              | 3      |
| 09.   | Deutschland | Karim Adeyemi     | 20    | FC Red Bull Salzburg                    | 1      |
| 10.   | Deutschland | Florian Wirtz     | 19    | Bayer 04 Leverkusen                     | 0      |

## Gerd-Müller-Trophäe

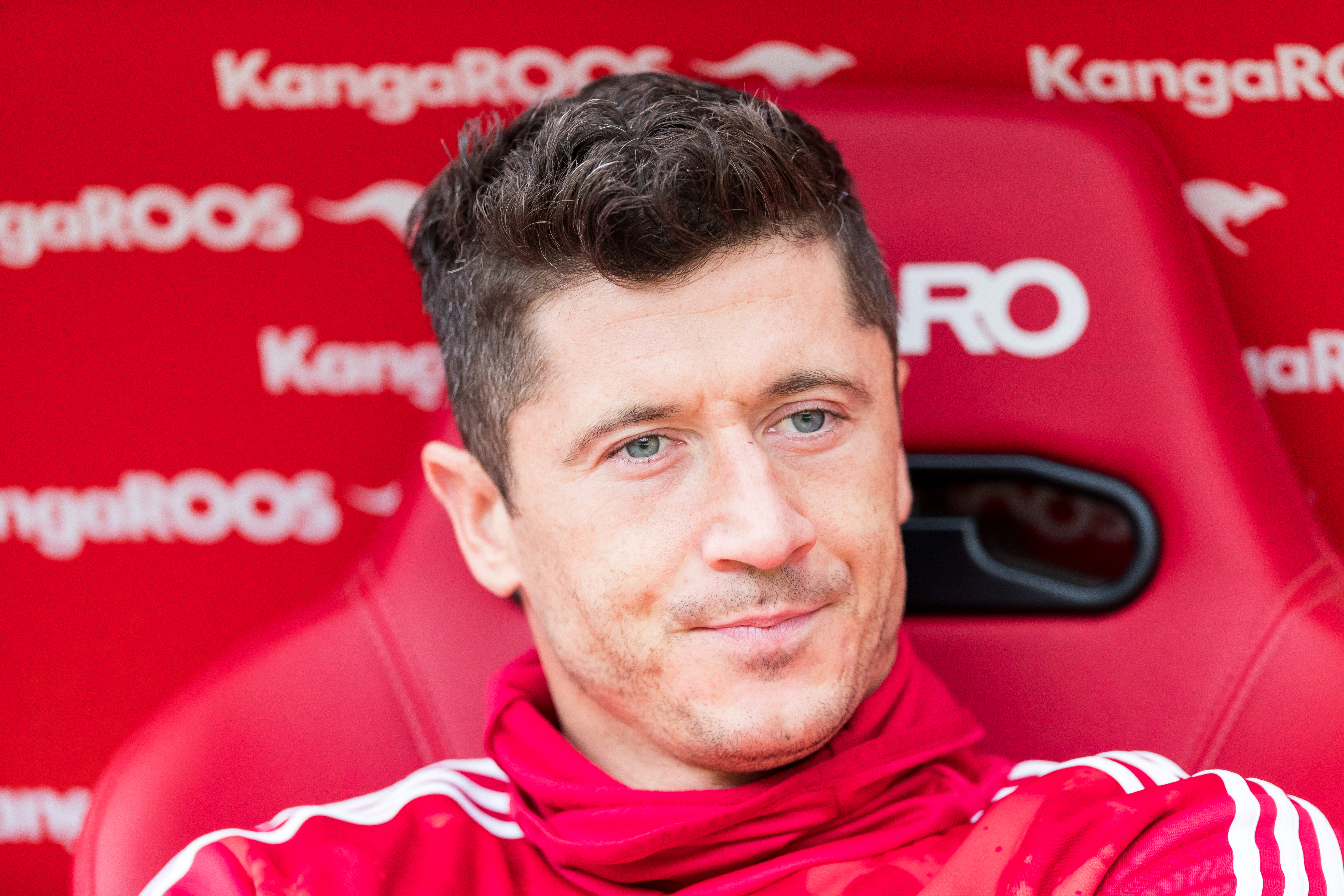
„Torjäger des Jahres 2022“: Robert Lewandowski (2019)

Robert Lewandowski erhielt die Gerd-Müller-Trophäe als „Torjäger des Jahres“ für seine 57 Tore in 56 Spielen für den FC Bayern München und die polnische Nationalmannschaft.
| Platz | Nat.  | Spieler            | Alter | Verein 2021/22    | Tore |
| ----- | ----- | ------------------ | ----- | ----------------- | ---- |
| 1.    | Polen | Robert Lewandowski | 34    | FC Bayern München | 57   |

| Wettbewerb                    | Spiele | Tore |
| ----------------------------- | ------ | ---- |
| UEFA Champions League 2021/22 | 10     | 13   |
| Bundesliga 2021/22            | 34     | 35   |
| DFB-Pokal 2021/22             | 01     | 0    |
| DFL-Supercup 2021             | 01     | 02   |
|                               |        |      |
| Verein gesamt                 | 46     | 50   |
|                               |        |      |
| WM-2022-Qualifikation         | 07     | 06   |
| UEFA Nations League 2022/23 * | 03     | 01   |
|                               |        |      |
| Nationalmannschaft gesamt     | 10     | 07   |
|                               |        |      |
| Gesamt                        | 56     | 57   |

## Verein des Jahres

„Verein des Jahres 2022“:
Manchester City

„Verein des Jahres“ wurde Manchester City mit sechs Ballon-d’Or-Nominierungen, davon fünf bei den Männern (Cancelo, De Bruyne, Foden, Mahrez, Silva) und eine bei den Frauen (Bronze). Der FC Liverpool kam ebenfalls auf sechs Nominierungen (Alexander-Arnold, Díaz, van Dijk, Fabinho, Mané, Salah), jedoch wurde Manchester City bei den Männern vor den Liverpoolern englischer Meister 2022. Im Ranking sind nur Vereine berücksichtigt, die mindestens eine Nominierung bei den Männern vorzuweisen hatten.
| Platz | Land        | Verein              | Gesamt | Männer | Frauen |
| ----- | ----------- | ------------------- | ------ | ------ | ------ |
| 1.    | England     | Manchester City     | 6      | 5      | 1      |
| 2.    | England     | FC Liverpool        | 6      | 6      | 0      |
| 3.    | Spanien     | Real Madrid         | 5      | 5      | 0      |
| 4.    | England     | FC Chelsea          | 3      | 1      | 2      |
| 4.    | Frankreich  | Paris Saint-Germain | 3      | 1      | 2      |
| 6.    | Italien     | AC Mailand          | 2      | 2      | 0      |
| 6.    | Deutschland | FC Bayern München   | 2      | 2      | 0      |
| 6.    | England     | Tottenham Hotspur   | 2      | 2      | 0      |
| 6.    | Italien     | Juventus Turin      | 2      | 2      | 0      |

## Sócrates-Preis
Erstmals wurde der Sócrates-Preis (französisch Prix Socrates) vergeben. Der Preis, der nach dem Brasilianer Sócrates benannt ist, zeichnet Engagement für soziale und karitative Projekte aus. Geehrt wurde Sadio Mané für seine Tätigkeiten in seinem Heimatland Senegal.